# Xızı
Xızı – miasto we wschodnim Azerbejdżanie, stolica rejonu Xızı. W 2008 roku populacja wyniosła 1,2 tys. mieszkańców.